# Морис Бишоп
Морис Руперт Бишоп (Maurice Rupert Bishop; 29. мај 1944 — 19. октобар 1983) био је гренадски политичар и револуционар. Био је вођа марксистичке владе на острву од 1979. до 1983. године.

## Биографија
Рођен је 1944. године на Аруби. Након завршетка средње школе, дипломирао је право на Лондонском универзитету. У Британији је радио две године, где је учествовао у организовању и подупирању антирасистичких кампања. После тога се 1970. вратио на Гренаду и постао активан у политици.
Децембра исте године, учествовао је у демонстрацијама подршке медицинским сестрама, које је премијер Ерик Гејри отпустио јер су се жалиле на слабе плаће. Полиција је ухапсила 40 људи, а међу њима и Бишопа. Бишоп и још пет људи били су осуђени да су били организатори демонстрација, али су њихови другови сакупили десет најбољих адвоката са Кариба и ослободили их након седам месеци суђења.
Марта 1972, Бишопов стари пријатељ, Јунисон Јуајтмен, након пораза на изборима против Ерика Гејрија, основао је Јединствени покрет за благостање, образовање и ослобођење (скраћеница на енглеском, JEWEL, у преводу драги камен). Бишоп је у октобру основао Покрет народног удружења, да би се у 11. марта 1973, оба покрета ујединила у партију Покрет Њу џул. Бишоп и Јуајтмен били су главни вође покрета.
Један дан пре проглашења независности Гренаде од Велике Британије, полиција је, 6. фебруара 1974, затворила Бишопа под оптужбом да је намеравао извршење државног удара. Пуштен је 8. фебруара, након чега је на неко време отишао у САД. У Гренаду се вратио у марту исте године.
Крајем новембра 1975. године, Покрет Њу џул ушао је у састав парламента и освојио 6 од 15 места. Бишоп је био један од посланика партије у парламенту. После тога је неколико година био вођа опозиције. Средином 1978, припадници Њу Џула почели су припреме за свргавање Ерика Гејрија.

### Вођа Револуционарне владе
Дана 13. марта 1979, Бишоп и 50 наоружаних људи су у 4 часа ујнутро извршили револуцију на Гренади и срушили владу Ерика Гејрија, који је у том тренутку био изван земље. Бишоп је после тога постао нови премијер државе и успоставио добре односе са Кубом. Упркос увођењу марксизма, Бишоп је задржао добре односе са Великом Британијом, због чега је Гренада била једина социјалистичка држава на чијем је челу био монарх.
Залагао се за радничка права, права жена и борбу против расизма и Апартхејда. Убрзо је била основана и Национална организација жена, која је заједно са осталим сличним организацијама учествовала у доношењу политичких одлука. Жене су биле плаћене једнако као мушкарци, имале су плаћен породиљни допуст, а сексуална дискриминација је проглашена незаконитом. Диљем земље били су оснивани центри за образовање, болнице и омладински центри. Организоване су и државне фарме на којима је радила већина до тада незапосленог становништва. Уз помоћ кубанске владе, основана је и рибарска флота Гренаде. Бишоп је сматрао туризам главним извором прихода за Гренаду, па је уз помоћ Кубанаца започео изградњу великог међународног аеродрома у новембру 1979. године.
Бишоп је током своје владавине посетио многе земље Источног блока и Латинске Америке, Кубу, САД и Венецуелу 1979, Алжир, Сирију, Либију, Ирак, Уједињено Краљевство и Еквадор 1980, Мексико 1981, Француску, НР Бугарску, Источну Немачку и СССР 1982. и Северну Кореју, Тринидад и Тобаго, НР Мађарску и Чехословачку 1983. године.
Дана 19. јуна 1980, извршен је неуспешан атентат на Бишопа. За време трајања војне параде којој је псрисуствовало 4.000 људи, експлодирала је бомба која је усмртила 13-годишњу Лорин Филип и 23-годишњу Лорис Хемфри, а ранила 90-ак људи. Бишоп је у обраћању јавности за напад оптужио ЦИА-у, као део операције „Пирамида“ у свргавању револуционарне владе на Гренади.

### Смрт и крај револуције
Године 1983, унутар врха власти формирала се фракција под вођством Бернарда Корда, који је захтевао да дели власт са Бишопом или да овај преда оставку. Корд је био вођа ортодоксне марксистичке линије, која је била против доласка странаца на острво у склопу туристичког програма. Бишоп је одбио Кордове захтеве, па је почетком октобра био присилно смештен у кућни притвор. После тога су диљем острва уследиле велике демонстрације, чији су учесници захтевали пуштање Бишопа. Демонстранти су убрзо сами ослободили Бишопа и заједно с њим кренули према седишту гренадске армије у Форт Руперту (данас Сент Џорџиз). Након њихова доласка, у Форт Руперт је упућена војска. У сукобу који је уследио, убијен је велик број цивила. Бишоп из још седам министара уз његове владе су били ухваћени и стрељани 19. октобра.
Истог дана, генерал армије Хадсон Остин, извршио је удар против Корда и прогласио се шефом војне хунте. Шест дана после, амерички председник Роналд Реган искористио је насиље и нереде на острву за извршење војне инвазије 25. октобра, којом је срушен марксистички режим. Корд, Хадсон и остали пучисти били су испрва осуђени на смртне казне, које су им после преиначене у доживотни затвор.

## Наслеђе
У његову част, међународни аеродром у Гренади назван је „Морис Бишоп“, 29. маја 2009. године.